# Комми, Альфред
Альфред Кромвель Комми (итал. Alfred Cromwell Commey; род. 19 октября 2001, Реджо-нель-Эмилия, провинция Реджо-нель-Эмилия, Эмилия-Романья, Италия) — итальянский боксёр-любитель, африканского происхождения, выступающий в полутяжёлой весовой категории. Член сборной Италии по боксу, серебряный призёр чемпионата Европы (2022), чемпион Европы среди молодёжи до 22 лет (2022), многократный победитель и призёр международных и национальных турниров в любителях.

## Биография
Родился 19 октября 2001 года в городе Реджо-нель-Эмилия, в провинции Реджо-нель-Эмилия, в области Эмилия-Романья, в Италии.

## Любительская карьера

### 2022 год
В марте 2022 года он стал чемпионом Европы среди молодёжи до 22 лет в Порече (Хорватия), в весе до 80 кг, в финале победив голландского боксёра Градуса Крауса.
В мае 2022 года в Ереване (Армения) стал серебряным призёром чемпионата Европы, в категории до 80 кг. Где он в четвертьфинале по очкам единогласным решением судей (счёт: 5:0) победил немца Бена Эхиса, в полуфинале по очкам единогласным решением судей (счёт: 5:0) победил украинца Ивана Сапуна, но в финале по очкам решением большинства судей (счёт: 1:4) проиграл опытному россиянину выступающему за Сербию Артёму Агееву.